# Пі Стрільця
Пі Стрільця (π Стрільця, скорочено Пі Sgr, π Sgr) — потрійна зоряна система в зодіакальному сузір'ї Стрільця. Він має видиму зорову величину +2,89,  досить яскравий, щоб його було легко побачити неозброєним оком. Згідно з вимірюваннями паралакса, це приблизно 510 світлових років (160 парсеків) від Сонця. 
Три компоненти позначаються Pi Sagittarii A (офіційна назва Albaldah [ælˈbɔːldə], від традиційної назви всієї системи),  B і C. 

## Номенклатура
π Стрільця (лат. Pi Sagittarii) — це позначення системи Байєра. Позначення трьох складових як Pi Sagittarii A, B і C походять від конвенції, яка використовується Вашингтонським каталогом множинності (WMC) для множинних зоряних систем і прийнята Міжнародним астрономічним союзом (IAU).

## Властивості
Спектр основної системи, Пі Стрільця A, відповідає зоряній класифікації F2 II. Клас світності «II» призначений для яскравої гігантської зірки, яка вичерпала водень у своєму ядрі та пішла шляхом еволюції від головної послідовності зірок, як-от Сонце. Оскільки його маса майже в шість разів перевищує масу Сонця, він досяг цієї стадії лише за 67 мільйонів років.  Зовнішня оболонка випромінює енергію з ефективною температурою близько 6590 K, надаючи їй жовто-білий відтінок зірки F-типу. 
Пі Стрільця A має двох сусідніх супутників. Відстань між першим становить 0,1 кутової секунди або принаймні 13 астрономічних одиниць. Другий знаходиться на відстані 0,4 кутової секунди, що становить 40 астрономічних одиниць або більше. Про орбіти цих зірок нічого не відомо. 
Знаходячись на 1,43 градуса на північ від екліптики, Пі Стрільця може бути закрита Місяцем і, дуже рідко, планетами. Наступне закриття планети буде Венерою 17 лютого 2035 року. 